# Auditore
Auditore település Olaszországban, Marche régióban, Pesaro és Urbino megyében. Lakosainak száma 1543 fő (2017. január 1.). Auditore Montefiore Conca, Sassocorvaro, Tavoleto, Mercatino Conca, Urbino és Gemmano községekkel határos.

## Népesség
A település népességének változása:

| 2017 | 1 543 |